# آق‌آلتین
آق‌آلتین (به ازبکی: Oqoltin) یک منطقهٔ مسکونی در ازبکستان است که در شهرستان الغ‌نار واقع شده‌است. آق‌آلتین ۹٬۰۰۰ نفر جمعیت دارد.